# Can-avid
Can-avid is een gemeente in de Filipijnse provincie Eastern Samar op het eiland Samar. Bij de laatste census in 2007 had de gemeente ruim 18 duizend inwoners.

## Geografie

### Bestuurlijke indeling
Can-avid is onderverdeeld in de volgende 28 barangays:
| - Balagon - Barangay 1 Poblacion - Barangay 2 Poblacion - Barangay 3 Poblacion - Barangay 4 Poblacion - Barangay 5 Poblacion - Barangay 6 Poblacion - Barangay 7 Poblacion - Barangay 8 Poblacion - Barangay 9 Poblacion - Barangay 10 Poblacion - Baruk - Boco - Caghalong | - Camantang - Can-ilay - Cansangaya - Canteros - Carolina - Guibuangan - Jepaco - Mabuhay - Malogo - Obong - Pandol - Rawis - Salvacion - Solong |

## Demografie
Can-Avid had bij de census van 2007 een inwoneraantal van 18.173 mensen. Dit zijn 945 mensen (5,5%) meer dan bij de vorige census van 2000. De gemiddelde jaarlijkse groei komt daarmee uit op 0,74%, hetgeen lager is dan het landelijk jaarlijks gemiddelde over deze periode (2,04%). Vergeleken met de census van 1995 is het aantal mensen met 2.414 (15,3%) toegenomen.

De bevolkingsdichtheid van Can-Avid was ten tijde van de laatste census, met 18.173 inwoners op 288,7 km², 62,9 mensen per km².